# Келінешть-Оаш
Келінешть-Оаш, Келінешті-Оаш (рум. Călinești-Oaș) — село у повіті Сату-Маре в Румунії. Адміністративний центр комуни Келінешть-Оаш.
Село розташоване на відстані 442 км на північний захід від Бухареста, 33 км на північний схід від Сату-Маре, 127 км на північ від Клуж-Напоки.

## Населення
За даними перепису населення 2002 року у селі проживали 2578 осіб. Рідною мовою 2575 осіб (99,9%) назвали румунську.
Національний склад населення села:
| Національність | Кількість осіб | Відсоток |
| -------------- | -------------- | -------- |
| румуни         | 2549           | 98,9%    |
| цигани         | 25             | 1,0%     |